# تحليق

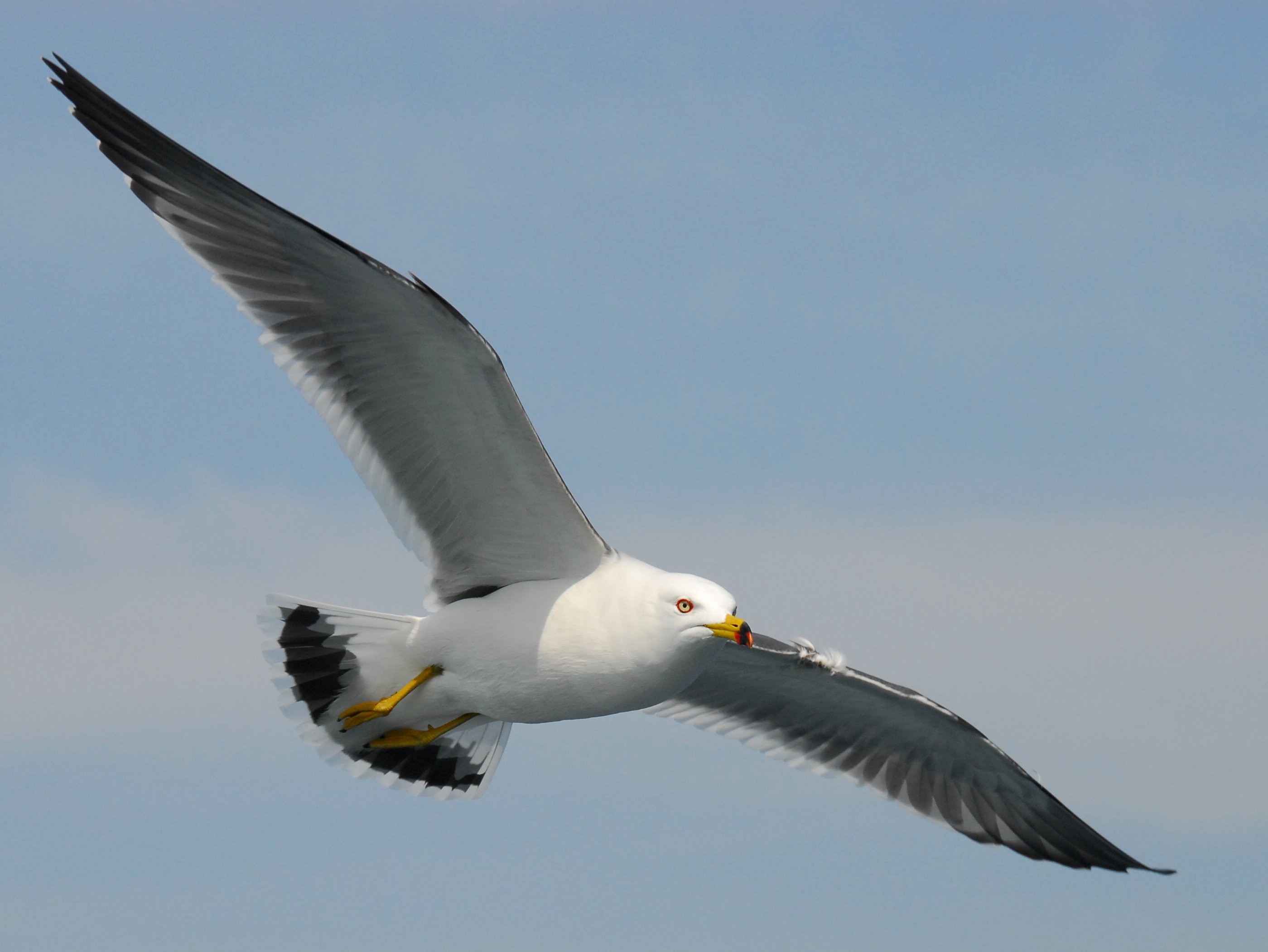

التحليق هو عملية تنقل لشيئ أو كائن في الجو (الغلاف الجوي أو ما بعده) بعيدا عن سطح الأرض. وهي عملية نشهدها في حيوانات ذوات أجنحة مثل الطيور وفي مركبات نقل جوي وغيرها. تستفيد هذه الأشياء الطائرة من جسم ديناميكي يسهل اختراق الهواء وطاقة دافعة.
يدخل علم دراسة وبناء المركبات الطائرة ضمن هندسة الطيران والفضاء الجوي، والتي يهتم فرعها الملاحة الجوية بالطيران داخل الغلاف الجوي الأرضي في حين يهتم الفرع الثاني الملاحة الفضائية بعملية التنقل في الفضاء الخارجي. أما فرع البالستيات فيتخصص في طيران الصواريخ والمقذوفات.